# Стрілянина в Празі (2023)
Стрілянина на філософському факультеті Карлового університету - інцидент, що стався 21 грудня 2023 року, близько 15:00, у Празі. Це був напад активного стрільця, студента факультету, в результаті якого загинуло 14 людей і 25 отримали поранення та десять з них перебувають у важкому стані. Нападник покінчив життя самогубством. За кількістю жертв напад став найжахливішою масовою стріляниною в сучасній історії незалежної Чехії та однією з найтрагічніших стрілянин у Європі. На позачерговому засіданні в день теракту уряд ухвалив рішення оголосити на суботу, 23 грудня, день жалоби.

## Перебіг події

### Вбивства в заповіднику Клановіце-Ліс
15 грудня 2023 року в природному заповіднику Клановіце-Форест на східній околиці Праги було застрелено 32-річного батька та його немовля у візочку. Поліція провела обшук усього лісу із залученням сотень поліцейських, для пошуку злочинця було створено оперативну групу. 20 грудня поліція заявила, що не мала зачіпок у справі, але продовжила пошуки Того ж дня сайт-смітярка "zbrojnice" відзначив схожість цієї справи з вбивствами лісових кілерів 2005 року, коли колишній поліцейський убив трьох випадкових жертв у лісі, готуючись до масового вбивства в празькому метро, якому завадив його арешт; стаття закінчувалася закликом до читачів зберігати пильність і мати при собі вогнепальну зброю. За п'ять годин після нападу в університеті поліція оприлюднила інформацію про те, що вдома у ймовірного злочинця були найдена зброя, яку пов'язують зі стріляниною в Клановіцкому лісі.
22 грудня головний детектив 1 відділу поліції Праги заявив, що злочинець є одним із 2000 підозрюваних у справі про вбивства в Клановицькому лісі, однак через те, що він жив у Центральночеському регіоні, їм не вистачило кількох днів, щоби запобігти стрілянині. (Центральна Чехія є окремим регіоном від Праги, і кожен регіон країни має окреме управління поліції).

### Вбивство в Гостоуні, поліцейське переслідування

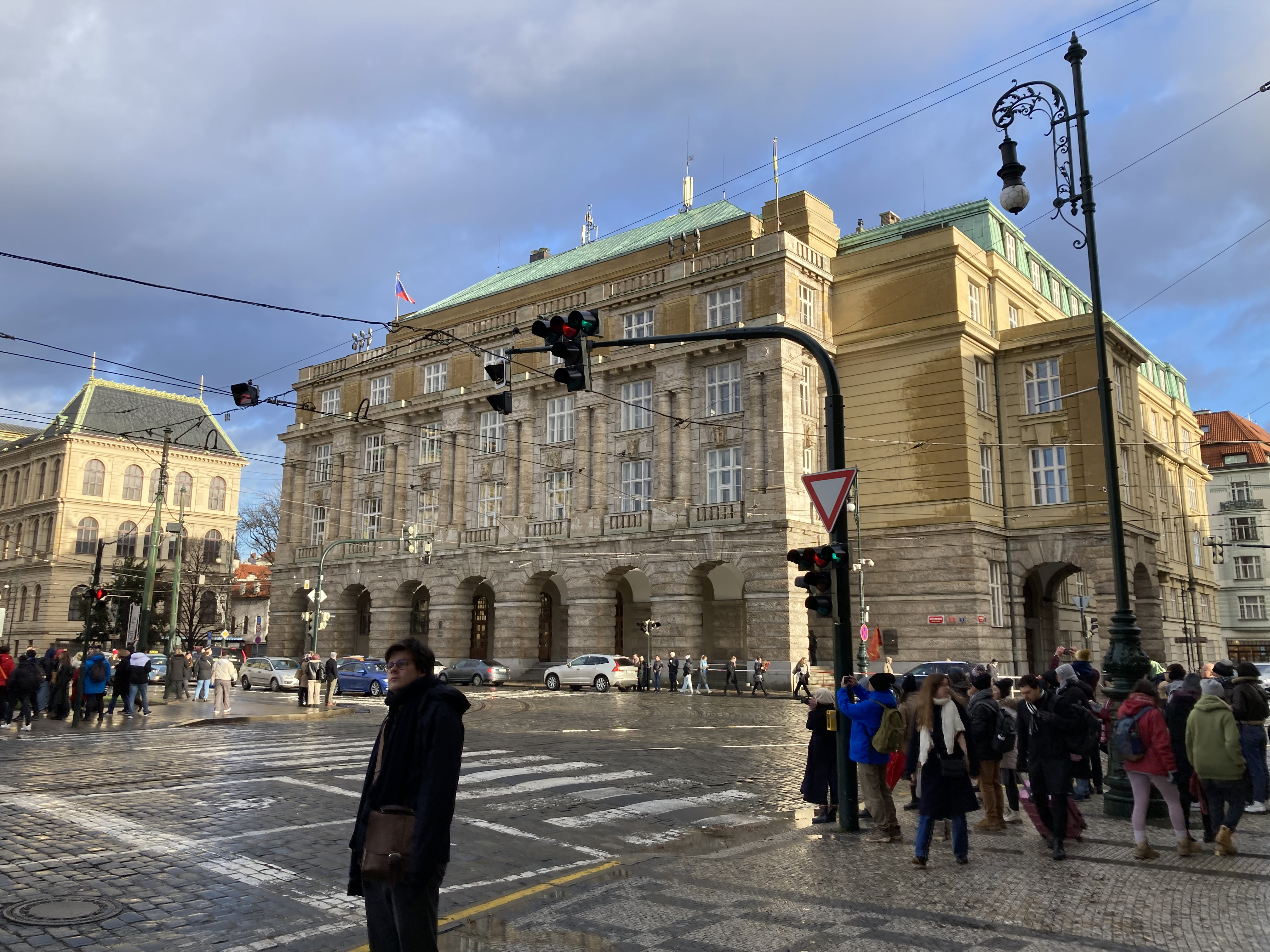
Будівля факультету мистецтв, наступного дня після розстрілу. (22.12.2023).

21 грудня 2023 року о 12:20 за центральноєвропейським часом поліція отримала повідомлення від матері виконавця про те, що її син планує вчинити самогубство і що він прямує з рідного міста Гостоун до Праги. О 12:45 поліція знайшла тіло батька злочинця в його будинку. Детальний обшук будинку був ускладнений саморобними вибуховими пристроями, які не вибухнули. Офіційно вибуховий пристрій не знайдено, інформація про саморобний вибуховий пристрій не підтверджена. Подібні вкиди про бомбу, телеґрам канал стрілка й інші дезінформації поширюються навмисне іноземними каналами, найбільше ворогомовними. Поліція з'ясувала, що стрілець був успішним студентом маґістерської програми на філософському факультеті Карлового університету і що він мав бути присутнім на лекції в аудиторії празького навчального закладу о 14:00. Одразу після цього був виданий і опублікований ордер на арешт; в ордері вказувалося, що підозрюваний озброєний та небезпечний. Поліція також розпочала операцію з забезпечення безпеки в празькому аеропорту імені Вацлава Гавела, де батько стрільця працював у відділі безпеки аеропорту.
Поліція почала евакуацію частину комплексу будівель Карлового Університету на вулиці Целетна, де мала відбутися лекція; евакуація завершилася о 14:22. Зловмисника не було знайдено ні в будівлі, ні поблизу неї.

### Стрілянина в Карловому університеті

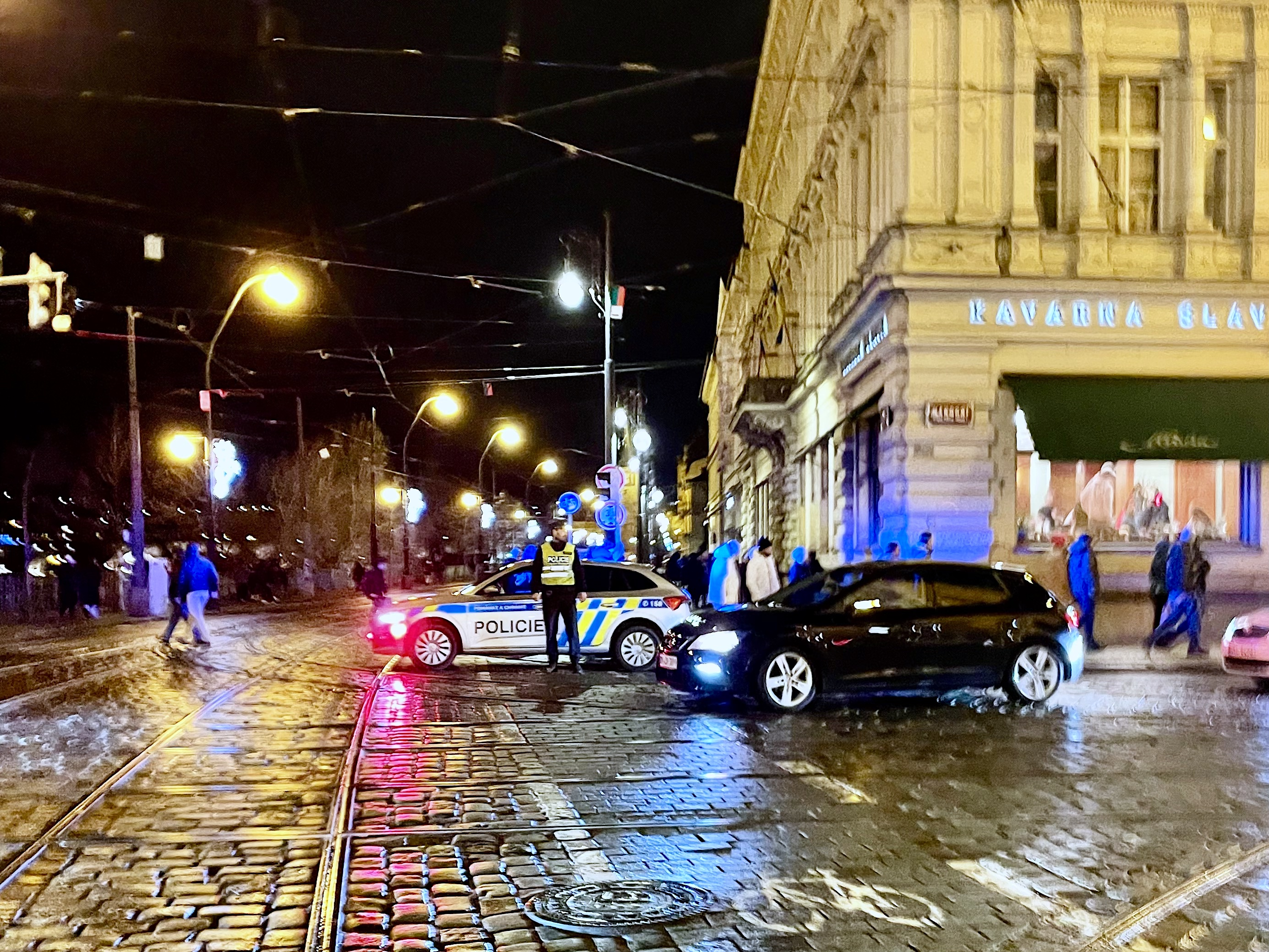
Під час стрілянини поліція поступово перекрила значну частину центру Праги.

О 14:59 за центральноєвропейським часом, коли переслідування тривало, поліція отримала перші дзвінки про стрілянину на філософському факультеті на майдані Яна Палаха, за двадцять хвилин ходьби від евакуйованої будівлі на Целетній вулиці. Дехто переказує, що стрілець відкрив стрілянину в коридорах та заходив в аудиторії, в той час як співробітники та студенти забарикадувалися в класах, використовуючи меблі. Деякі з тих, хто знаходився всередині, втекли на горище будівлі, інші стрибали з вікон на сусідні споруди. Стрілянина не спричинила паніку на вулиці, натовпи людей не тікали з Карлового мосту, як стверджували масово на ворожих телеґрам каналах. Відеоматеріали, які поширюють мережою з гучними неправдивими надписами, насправді зафіксували переміщення людей з мосту, який задля безпеки почали перекривати і не впускати туристів. 
Перші наряди поліції прибули до будівлі за лічені хвилини і вивели людей, які перебували всередині, до будівлі Рудольфініуму через дорогу, одночасно оточивши територію. Міська служба з надзвичайних ситуацій також направила на місце події велику кількість бригад швидкої допомоги.
Співробітники поліції шукали злочинця на верхніх поверхах, коли їм повідомили, що він стріляє по людях з даху. Після цього поліцейські втратили деякий час на пошуки входу на дах, оскільки він не був відкритий, а вся територія була важкодоступною для орієнтування. Тим часом зловмисник вступив у бій зі співробітниками поліції, які стріляли в нього з вулиці. О 15:20 злочинець покінчив життя самогубством на даху будівлі.
Пізніше поліція обшукала площу Яна Палаха та балкон на предмет вибухівки.
На відеонарізках репортера проросійського медіа PrimaNews Їржі Формана, видно на даху філософського факультету особу з гвинтівкою. Він кричав йому: "Я тут, стріляй сюди!", такий метод застосовують найчастіше у радянських спецслужбах, зокрема у пропаганді.

## Жертви
- 15 людей було вбито;
- 25 людей поранено[20][21].

Пізніше влада підтвердила, що всі загиблі, деякі з яких були однокурсниками нападника, померли всередині будівлі. Ян Дласк, експерт з фінської та фінсько-шведської літератури та шведської мови, є однією з жертв стрілянини в Празі. Спочатку офіційно повідомили, що серед жертв є іноземні громадяни, зокрема, нідерландець та двоє громадян ОАЕ, потім їх зарахували живими з важкими пораннями. Інші переказують, що трьох людей було поранено на вулицях, коли стрілець відкрив вогонь з даху. Стрілець також влучив у цивільний автомобіль та масковані поліцейські машини..

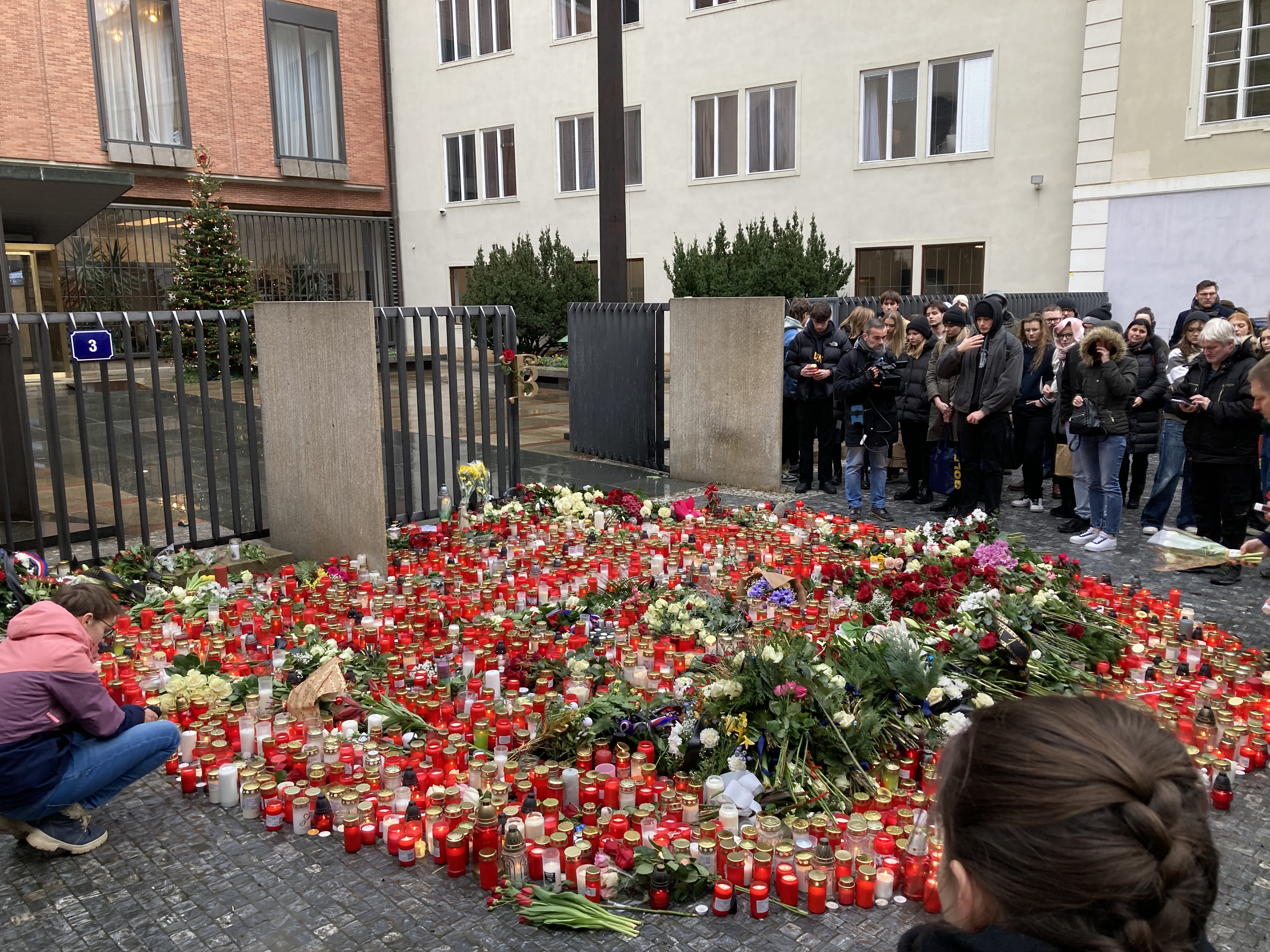
Місце пам'яті поруч з Каролінумом, резиденцією Карлового університету, на наступний день після нападу

Станом на 22 грудня 2023 кількість загиблих в Празі оцінили в 15 осіб .

## Стрілець
Співробітник празького відділення Інтерполу ідентифікував злочинця як Давіда Козака, 24-річного студента всесвітньої історії з Гостоуня, що за 21 кілометр від Праги, який отримав ступінь бакалавра з історії та європейських студій на філософському факультеті.
Поліція заявила, що Давід Козак раніше не мав судимостей. Також відомо про Telegram-акаунт, який містив записи, що стверджують про зв'язок із іншими випадками шкільної стрільби, зокрема в Росії, проте представники влади та поліції Чехії на прес-конференції назвали цю інформацію «непідтвердженою».

## Реакція
- Міністр внутрішніх справ Чехії Віт Ракушан заявив у прямому ефірі, що громадянам Чехії нічого не загрожує[29];

- Президент Чехії Петр Павел висловив співчуття сім'ям загиблих: «Я шокований подіями на філософському факультеті Карлового університету. Хотів би висловити свій глибокий жаль і співчуття сім'ям і родичам жертв стрілянини»[29];

- Прем'єр-міністр ЧР Петр Фіала скасував своє відрядження та оголосив, що повертається до Праги[29];
- Президент України один із перших висловив співчуття загиблим [30].